# Rivière au Serpent
Rivière au Serpent är ett vattendrag i Kanada.   Det ligger i provinsen Québec, i den östra delen av landet, 600 km nordost om huvudstaden Ottawa.
I omgivningarna runt Rivière au Serpent växer i huvudsak blandskog. Trakten runt Rivière au Serpent är nära nog obefolkad, med mindre än två invånare per kvadratkilometer.